# Marco Aurélio de Oliveira
Marco Aurélio de Oliveira, mais conhecido como Marcão (Petrópolis, 22 de julho de 1972), é um treinador, auxiliar técnico e ex-futebolista brasileiro que atuava como volante.

## Carreira como jogador

### Fluminense
Tímido e de poucas palavras, ele fugia do estereótipo do jogador que tem seu nome gritado nas arquibancadas. Destacava-se mais pelas funções defensivas que desempenhava em campo, e mesmo assim foi um dos grandes ídolos do Fluminense desde que chegou às Laranjeiras em 1999. Além disso, estourou tarde - depois dos 25 - e passava longe de alguns hábitos comuns entre os jogadores. Não andava em carro do ano e não mora na Barra da Tijuca. Pelo contrário, anda em uma Blazer 1997 (que comprou usada) e terminou a reforma de sua casa em Santíssimo, bairro carioca, onde mora desde criança. É adorado pela torcida e por todos no clube por sua simpatia cativante. Mas se fora de campo a timidez e o jeito manso são suas características, dentro das quatro linhas a coisa era completamente diferente. Em campo era um verdadeiro leão, um marcador incansável, daqueles que parecem se multiplicar no combate ao adversário. Tendo chegado ao tricolor em um dos momentos mais dramáticos da história do clube, Marcão logo conquistou a torcida por encarnar o espírito que se exigia de uma equipe que lutava para sair da terceira divisão.
Mais tranquilo depois da assinatura do novo contrato — o clube renovou com ele por três anos, além de comprar a metade do seu passe que pertencia a um empresário —, Marcão voltou suas baterias para a realização de outro sonho: chegar a Seleção Brasileira. Depois de ter o seu nome incluído na lista prévia de Emerson Leão para a Copa das — ele acabou não disputando o torneio — ele acreditava que um bom Campeonato Brasileiro poderia levá-lo a ser chamado por Luiz Felipe Scolari. Apesar de aclamado pela torcida, declarou que não se sentia ídolo. Achava que o fato de ter estourado tarde contribuiu para que mantivesse os pés no chão. Passou por muita coisa no futebol e aprendeu não se deslumbrar.
Durante o grande período em que jogou no Bangu, foi emprestado ao Criciúma e ao Bragantino. Alguns clubes até quiseram comprar seu passe, mas sempre havia um problema e o negócio não se concretizava. Aí surgiu o Fluminense, que lhe deu a grande oportunidade de se firmar. Mas foi sincero: "Não lamento que as coisas tenham sido assim. Já pensou se eu tivesse sido comprado por outro clube? Hoje não estaria no Fluminense." O Fluminense lhe deu a grande oportunidade da vida. O clube vem lhe permitindo cuidar da família, oferecer para o meu filho coisas que não teve, além do carinho imenso que recebe de todos os tricolores. Além de comprar seu passe, o clube renovou com o jogador por três anos. Por isso, diz o jogador, "não posso lamentar nada do passado, é a grande oportunidade tenho e não posso ignorá-la". A torcida pedia uma vaga na seleção e humildemente respondeu que realmente "seria um grande presente, e esse ano bateu na trave... O importante agora é fazer um bom Campeonato Brasileiro, mantendo a minha regularidade, e torcer pela lembrança". Conquistou os títulos da Série C do Brasileiro de 1999 e os Campeonatos Carioca de 2002 e 2005. Era respeitado por todos, sendo o capitão da equipe por ser o mais antigo jogador do elenco vinculado ao clube. Permaneceu no clube de 1999 a julho de 2005, quando a seu pedido foi liberado para o Al-Ittihad Doha, do Catar. Por inadaptação ao país árabe, retornou ao clube em setembro de 2005, onde ao final do ano ficou em terceiro lugar na premiação Craque do Brasileirão na posição de primeiro volante. Deixou o Flu no dia 31 de dezembro do ano seguinte, quando foi dispensado pela diretoria. Atuou pelo clube em 397 jogos, tendo marcado 22 gols.
Posteriormente, defendeu Cabofriense (duas passagens), Juventude, Joinville e CFZ do Rio antes de retornar ao Bangu em 2009. Ele se aposentou em março de 2011, aos 38 anos.

## Carreira como técnico e auxiliar-técnico

### Início
Logo após se aposentar, começou como treinador no Bangu em 2011. Foi demitido no dia 29 de janeiro de 2012, após maus resultados no Campeonato Carioca daquele ano. Em 14 de fevereiro de 2012, Marcão foi contratado para ser treinador do Bonsucesso. No final de abril do mesmo ano, acertou com o River-PI do Piauí, ficando no comando da equipe apenas um mês e meio, devido aos resultados ruins no Campeonato Piauiense.

### Fluminense
Entre 2014 e 2016 Marcão foi auxiliar técnico do Fluminense. No dia 6 de novembro de 2016, Marcão foi efetivado como treinador do Fluminense para as quatro últimas partidas no Campeonato Brasileiro.

#### 2019

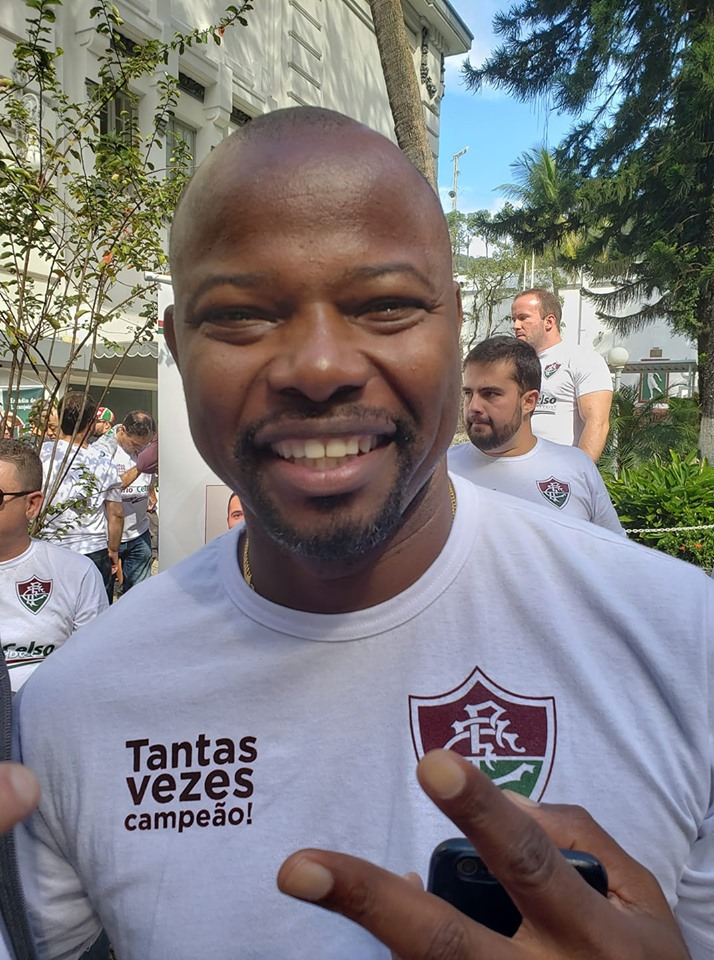
Marcão durante as eleições presidenciais do Tricolor das Laranjeiras

Em 24 de junho foi anunciado o retorno de Marcão como auxiliar técnico permanente do clube, voltando para o cargo que ocupou por dois anos, agora em uma posição fixa independente do treinador que vier . Já no dia 4 de outubro, foi efetivado como treinador do Tricolor das Laranjeiras.
Marcão foi o responsável pela arrancada da equipe no Campeonato Brasileirão, pegando o time na zona de rebaixamento e com muitas chances de cair para a Série B, classificando o Flu para a Copa Sul-Americana de 2020, vencendo o Corinthians por 2 a 1 na última rodada, em plena Arena Corinthians.
No dia 12 de dezembro, Odair Hellmann foi anunciado como treinador do Fluminense, enquanto Marcão voltou a integrar a comissão técnica e passou a comandar o sub-23 em 2020.

#### 2020
No dia 7 de dezembro de 2020, Marcão foi confirmado como treinador do Fluminense após a saída de Odair Hellmann para o Al-Wasl, dos Emirados Árabes.
Ele teve altos e baixo, mas terminou no Campeonato Brasileiro com 8 jogos invicto após sofrer a goleada de 5x0 para o Corinthians, deixando o Fluminense na quinta posição com 64 pontos e classificando-se para a Copa Libertadores da América.
Em 27 de fevereiro de 2021, Marcão voltou a ser auxiliar-técnico após a chegada de Roger Machado ao tricolor carioca.

#### 2021
Em 21 de agosto, pela terceira vez foi efetivado após a saída de Roger Machado. Terminou o Campeonato Brasileiro de 2021 em sétimo lugar, classificando o Fluminense para a fase preliminar da Copa Libertadores da América de 2022.

#### 2024
Em 24 de junho, Marcão foi efetivado técnico do Fluminense pela quarta vez, assumindo a equipe tricolor após a demissão de Fernando Diniz.

#### 2025
Em 30 de março de 2025, após a demissão de Mano Menezes, Marcão foi, pela quinta vez, colocado como interino até a contratação de Renato Gaúcho em 03 de abril do mesmo ano.

## Títulos

### Como jogador
Vasco da Gama
- Campeonato Brasileiro: 1997

Fluminense
- Campeonato Brasileiro - Série C: 1999
- Campeonato Carioca: 2002 e 2005
- Taça Rio: 2005

Prêmios individuais
- Seleção do Campeonato Carioca: 2005[19]

### Como técnico
Fluminense
- Taça da Solidariedade: 2020